# 1982-es brit Formula–1-es bajnokság
Az 1982-es brit Formula–1-es bajnokság volt a sorozat negyedik, és mint később kiderült, utolsó idénye. A szezon április 9-étől augusztus 30-áig tartott, ezalatt 5 versenyt rendeztek. A győztes Jim Crawford lett.

## Versenyek
| # | Verseny                        | Helyszín       | Időpont       | Győztes versenyző | Győztes autó  |
| - | ------------------------------ | -------------- | ------------- | ----------------- | ------------- |
| 1 | International Gold Cup         | Oulton Park    | Április 9.    | Tony Trimmer      | Fittipaldi F8 |
| 2 | Caribbean Airways Trophy 1     | Brands Hatch   | Április 12.   | Jim Crawford      | Ensign N180   |
| 3 | Rivet Supply Trophy            | Thruxton       | Május 31.     | Jim Crawford      | Ensign N180   |
| 4 | Donington Summer International | Donington Park | Augusztus 15. | Jim Crawford      | Ensign N180   |
| 5 | Caribbean Airways Trophy 2     | Brands Hatch   | Augusztus 30. | Joe Castellano    | Ensign N180   |

## Végeredmény
| Pozíció | 1 | 2 | 3 | 4 | 5 | 6 | Pole pozíció | Leggyorsabb kör |
| ------- | - | - | - | - | - | - | ------------ | --------------- |
| Pont    | 9 | 6 | 4 | 3 | 2 | 1 | 1            | 1               |

| Poz. | Versenyző      | OUL | BRA | THR | DON | BRA | Pont |
| ---- | -------------- | --- | --- | --- | --- | --- | ---- |
| 1    | Jim Crawford   | Ret | 1   | 1   | 1   |     | 34   |
| 2    | Tony Trimmer   | 1   | 2   | Ret |     |     | 16   |
| 3    | Joe Castellano |     |     |     | 3   | 1   | 14   |
| 4    | Warren Booth   | 2   | 4   | Ret | Ret | 4   | 12   |
| =    | Jorge Koechlin |     |     |     | 2   | 3   | 12   |
| 6    | John Brindley  |     | 5   |     | 4   | 2   | 11   |
| 7    | Val Musetti    | Ret | 3   | 2   |     |     | 10   |
| 8    | Steve O'Rourke |     |     | 3   |     | 6   | 5    |
| 9    | Arnold Glass   | NC  | 6   | 4   | NC  |     | 4    |
| 10   | David Williams |     |     | NC  | NC  | 5   | 2    |
| Poz. | Versenyző      | OUL | BRA | THR | DON | BRA | Pont |